# Rushford Village
Rushford Village é uma cidade localizada no estado americano de Minnesota, no Condado de Fillmore.

## Demografia
Segundo o censo americano de 2000, a sua população era de 714 habitantes.
Em 2006, foi estimada uma população de 778, um aumento de 64 (9.0%).

## Geografia
De acordo com o United States Census Bureau tem uma área de
87,1 km², dos quais 86,5 km² cobertos por terra e 0,6 km² cobertos por água.

## Localidades na vizinhança
O diagrama seguinte representa as localidades num raio de 20 km ao redor de Rushford Village.